# Saving Santa
Saving Santa es una película animada de 2013. Creada y escrita por Tony Nottage y dirigida por Leon Joosen, producida por Tony Nottage, Terry Stone y Nick Simunek.

## Sinopsis
Un humilde elfo estable encuentra que él es el único que puede detener una invasión del Polo Norte usando el secreto de trineo de Santa, un TimeGlobe, para viajar en el tiempo para salvar a Santa - dos veces.

## Elenco
- Martin Freeman como Bernard D. Elf
- Tim Curry como Nevil Baddington.
- Noel Clarke como Snowy.
- Tim Conway como Santa.
- Pam Ferris como Mrs. Clause
- Ashley Tisdale como Shiny.
- Joan Collins como Vera Baddington.
- Chris Barrie como Blitzen.
- Nicholas Guest como Chestnut.
- Rebecca Ferdinando como Valley Girl Elf.
- Craig Fairbrass como El mercenario.
- Terry Stone como Mercenario.
- Alex Walkinshaw como Reportero.

## Lanzamiento
La película fue lanzada para todo el mundo el 1 de noviembre de 2013 en Blu-Ray y DVD por The Weinstein Company y Anchor Bay Entertainment.